# Giants Basket Marghera 2008-2009
La stagione 2008-2009 della Giants Basket Marghera è stata la quinta consecutiva disputata in Serie A2 femminile.

## Stagione
Sponsorizzata dalla Sernavimar, la società veneziana si è classificata al quinto posto nel Girone Nord di Serie A2 e ha partecipato ai play-off. È stata eliminata in semifinale dalla Acetum Cavezzo.

## Verdetti stagionali
- Serie A2: (31 partite)

stagione regolare: 5º posto nel girone Nord su 14 squadre (17 vinte, 9 perse);
play-off: sconfitta in semifinale da Cavezzo (1-2).
- Coppa Italia di Serie A2: (2 partite)

Finale persa contro Pontedera (59-68).

## Roster
|    | Naz.                | Ruolo | Sportivo              | Anno |     |  |  |
| -- | ------------------- | ----- | --------------------- | ---- | --- |  |  |
| 4  | Italia (bandiera)   | C     | Marta Poloniato       | 1984 | 185 |  |  |
| 5  | Italia (bandiera)   | P     | Francesca Falzari     | 1974 | 175 |  |  |
| 6  | Italia (bandiera)   | P     | Marta Granzotto       | 1992 | 175 |  |  |
| 7  | Italia (bandiera)   | P     | Valentina Costa       | 1984 | 168 |  |  |
| 7  | Italia (bandiera)   | G     | Valentina Vianello    | 1992 | 177 |  |  |
| 8  | Italia (bandiera)   | G     | Giorgia Cusin         | 1983 | 172 |  |  |
| 8  | Italia (bandiera)   | G     | Enrica Pavia          | 1989 | 185 |  |  |
| 9  | Italia (bandiera)   | A     | Giorgia Ferrieri      | 1992 | 178 |  |  |
| 10 | Italia (bandiera)   | P     | Carlotta Paties       | 1992 | 165 |  |  |
| 11 | Lituania (bandiera) | A     | Sandra Baliutaviciute | 1981 | 183 |  |  |
| 12 | Italia (bandiera)   | AC    | Alessia Cappuccio     | 1982 | 188 |  |  |
| 13 | Italia (bandiera)   | A     | Martina Gislon        | 1989 | 180 |  |  |
| 14 | Italia (bandiera)   | A     | Eleonora Laffi        | 1983 | 188 |  |  |
| 15 | Italia (bandiera)   | G     | Annalisa Borroni      | 1983 | 183 |  |  |
| 16 | Italia (bandiera)   | G     | Claudia Longhi        | 1989 | 175 |  |  |
| 16 | Italia (bandiera)   | A     | Elena Toffano         | 1992 | 175 |  |  |
| 18 | Italia (bandiera)   | G     | Giulia Maraga         | 1992 | 170 |  |  |
| 19 | Italia (bandiera)   | A     | Enrica Persichina     | 1992 | 170 |  |  |
| 20 | Italia (bandiera)   | P     | Giulia Gallo          | 1992 | 165 |  |  |

## Statistiche

### Statistiche di squadra
| Competizione             | Punti | In casa | In casa | In casa | In casa | In casa | In trasferta | In trasferta | In trasferta | In trasferta | In trasferta | Totale | Totale | Totale | Totale | Totale | Totale |
| Competizione             | Punti | G       | V       | P       | Ptf     | Pts     | G            | V            | P            | Ptf          | Pts          | G      | V      | P      | Ptf    | Pts    | Diff.  |
| ------------------------ | ----- | ------- | ------- | ------- | ------- | ------- | ------------ | ------------ | ------------ | ------------ | ------------ | ------ | ------ | ------ | ------ | ------ | ------ |
| Serie A2 - Girone A      | 34    | 13      | 10      | 3       | 805     | 692     | 13           | 7            | 6            | 786          | 793          | 26     | 17     | 9      | 1591   | 1485   | +106   |
| Play-off                 |       | 2       | 2       | 0       | 132     | 107     | 3            | 1            | 2            | 199          | 215          | 5      | 3      | 2      | 331    | 322    | +9     |
| Coppa Italia di Serie A2 |       | -       | -       | -       | -       | -       | 2            | 1            | 1            | 124          | 123          | 2      | 1      | 1      | 124    | 123    | +1     |
| Totale                   |       | 15      | 12      | 3       | 937     | 799     | 18           | 9            | 9            | 1109         | 1131         | 33     | 21     | 12     | 2046   | 1930   | +116   |

### Statistiche delle giocatrici
| Giocatrice            | Partite | Partite | Min. | Pun | Tiri da 2 | Tiri da 2 | Tiri da 2 | Tiri da 3 | Tiri da 3 | Tiri da 3 | Tiri Liberi | Tiri Liberi | Tiri Liberi | Rimbalzi | Rimbalzi | Rimbalzi | Palle | Palle | Stopp. | Stopp. | Ass | Falli | Falli | Val. |
| Giocatrice            | Pr      | PG      | Min. | Pun | R         | T         | %         | R         | T         | %         | R           | T           | %           | D        | O        | T        | P     | R     | S      | D      | Ass | F     | S     | Val. |
| --------------------- | ------- | ------- | ---- | --- | --------- | --------- | --------- | --------- | --------- | --------- | ----------- | ----------- | ----------- | -------- | -------- | -------- | ----- | ----- | ------ | ------ | --- | ----- | ----- | ---- |
| Sandra Baliutaviciute | 31      | 31      | 957  | 372 | 123       | 226       | 54        | 33        | 109       | 30        | 27          | 47          | 57          | 150      | 71       | 221      | 80    | 48    | 13     | 18     | 15  | 52    | 57    | 387  |
| Annalisa Borroni      | 27      | 27      | 806  | 330 | 69        | 162       | 43        | 50        | 155       | 32        | 42          | 59          | 71          | 72       | 20       | 92       | 35    | 36    | 5      | 9      | 16  | 52    | 52    | 228  |
| Alessia Cappuccio     | 31      | 30      | 766  | 212 | 72        | 140       | 51        | 2         | 11        | 18        | 62          | 81          | 77          | 124      | 60       | 184      | 89    | 32    | 3      | 15     | 21  | 108   | 78    | 246  |
| Francesca Falzari     | 29      | 28      | 732  | 138 | 34        | 71        | 48        | 10        | 45        | 22        | 40          | 67          | 60          | 78       | 11       | 89       | 67    | 55    | 4      | 1      | 23  | 59    | 73    | 150  |
| Giorgia Ferrieri      | 3       | 1       | 2    | 2   |           |           |           |           |           |           | 2           | 4           | 50          |          |          |          |       |       |        |        |     | 1     | 1     |      |
| Giulia Gallo          | 2       | 0       |      | 0   |           |           |           |           |           |           |             |             |             |          |          |          |       |       |        |        |     |       |       |      |
| Martina Gislon        | 29      | 28      | 380  | 65  | 26        | 58        | 45        | 3         | 8         | 38        | 4           | 7           | 57          | 35       | 13       | 48       | 24    | 12    | 1      | 4      | 5   | 36    | 11    | 44   |
| Marta Granzotto       | 31      | 30      | 560  | 143 | 48        | 128       | 38        | 6         | 26        | 23        | 29          | 41          | 71          | 38       | 7        | 45       | 52    | 77    | 5      | 4      | 17  | 69    | 41    | 89   |
| Eleonora Laffi        | 30      | 30      | 838  | 396 | 142       | 314       | 45        | 18        | 68        | 26        | 58          | 74          | 78          | 93       | 44       | 137      | 71    | 43    | 3      | 3      | 16  | 55    | 89    | 317  |
| Carlotta Paties       | 8       | 4       | 11   | 2   | 1         | 1         | 100       |           |           |           |             |             |             |          |          |          | 3     |       |        |        |     | 2     |       | -3   |
| Enrica Pavia          | 31      | 30      | 665  | 192 | 48        | 125       | 38        | 6         | 37        | 16        | 78          | 109         | 72          | 70       | 22       | 92       | 107   | 54    | 7      | 5      | 30  | 75    | 111   | 156  |
| Enrica Persichina     | 1       | 0       |      | 0   |           |           |           |           |           |           |             |             |             |          |          |          |       |       |        |        |     |       |       |      |
| Marta Poloniato       | 31      | 31      | 489  | 62  | 20        | 62        | 32        | 0         | 1         | 0         | 22          | 44          | 50          | 76       | 63       | 139      | 30    | 22    | 6      | 24     | 3   | 62    | 41    | 128  |
| Valentina Vianello    | 26      | 11      | 44   | 7   | 0         | 4         | 0         | 2         | 4         | 50        | 1           | 2           | 50          | 2        | 3        | 5        | 6     | 1     | 1      |        |     | 2     | 1     | -2   |